# Beda venerabilis
Beda venerabilis (latin, Beda den vördnadsvärde), född omkring 672, död 26 maj 735 i Jarrow i Northumberland, var en anglosaxisk munk, främst aktiv i Northumberland. Han kallas ofta den engelska historievetenskapens fader, men han skrev även psalmer samt andra verk inom teologi och vetenskap.
Han är mest känd för att ha skrivit Historia ecclesiastica gentis Anglorum, men han författade även bibelkommentarer som kom att bli mycket lästa under de följande århundradena.
Beda gjorde också en översyn av bibelöversättningen Vulgata, vilken kom att bli av stor betydelse för bibeltexten under den fortsatta medeltiden. Även i detta fall gick han grundligt tillväga. Hans Om tingens natur och Om tiden betraktas som viktiga vittnesmål om samtidens kosmologi och naturfilosofi.
Beda är begravd i Durhams katedral.

## Utmärkelser
Asteroiden 3691 Bede är uppkallad efter honom. 

## Psalmer
- Praecursor altus luminis, latinsk hymn för Johannes Döparens dag.[2] Översatt till engelska Hail, harbinger of morn av Charles Stuart Calverley.